# Карролл (округ, Кентукки)
Ка́рролл (англ. Carroll County) — округ в США, штате Кентукки. По состоянию на 2010 год, численность населения составляла 10 811 человека. Получил своё название в честь плантатора и политического деятеля Чарльза Кэрролла III, подписавшего декларацию независимости США.

## География
По данным Бюро переписи США, общая площадь округа равняется 356 км², из которых 337 км² суша и 11,55 км² водоёмы.

### Соседние округа
- Джефферсон (Индиана) — север, через реку Огайо
- Суитсерленд (Индиана) — северо-восток, через реку Огайо
- Галлатин (Кентукки) — восток
- Оуэн (Кентукки) — юго-восток
- Генри (Кентукки) — юг
- Тримбл (Кентукки) — запад

## Демография
По данным переписи населения 2000 года в округе проживает 10 155 жителей в составе 3 940 домашних хозяйств и 2 722 семей. Плотность населения составляет 30 человек на км². На территории округа насчитывается 4 439 жилых строений, при плотности застройки 13 строений на км². Расовый состав населения: белые — 95,16 %, афроамериканцы — 1,94 %, коренные американцы (индейцы) — 0,23 %, азиаты — 0,17 %, гавайцы — 0,05 %, представители других рас — 1,42 %, представители двух или более рас — 1,04 %. Испаноязычные составляли 3,25 % населения.
В составе 33,10 % из общего числа домашних хозяйств проживают дети в возрасте до 18 лет, 52,40 % домашних хозяйств представляют собой супружеские пары проживающие вместе, 11,70 % домашних хозяйств представляют собой одиноких женщин без супруга, 30,90 % домашних хозяйств не имеют отношения к семьям, 25,30 % домашних хозяйств состоят из одного человека, 10,10 % домашних хозяйств состоят из престарелых (65 лет и старше), проживающих в одиночестве. Средний размер домашнего хозяйства составляет 2,51 человека, и средний размер семьи 2,98 человека.
Возрастной состав округа: 25,30 % моложе 18 лет, 9,10 % от 18 до 24, 29,90 % от 25 до 44, 23,20 % от 45 до 64 и 12,50 % от 65 и старше. Средний возраст жителя округа 36 лет. На каждые 100 женщин приходится 101,20 мужчин. На каждые 100 женщин старше 18 лет приходится 99,00 мужчин.
Средний доход на домохозяйство в округе составлял 35 925 USD, на семью — 44 037 USD. Среднестатистический заработок мужчины был 33 588 USD против 20 974 USD для женщины. Доход на душу населения был 17 057 USD. Около 10,40 % семей и 14,90 % общего населения находились ниже черты бедности, в том числе — 19,80 % молодёжи (тех кому ещё не исполнилось 18 лет) и 21,60 % тех кому было уже больше 65 лет.